# Уилтшър
Уилтшър е историческо, административно неметрополно и церемониално графство и едноименна община в регион Югозападна Англия. Граничи с графства Дорсет, Съмърсет, Хампшър, Глостършър, Оксфордшър и Бъркшър. В графството се включват двете унитарни единици Уилтшър и Суиндън с административен център град Суиндън. Старият административен център на графството е Уилтън, но от 1930 г. е град Троубридж.
За Уилтшър е характерен хълмист релеф с множество долини. Равнината Солсбъри е известна с каменните кръгове от Стоунхендж и други древни забележителности, както и като главната тренировъчна зона в Обединеното Кралство на Британската армия. Град Солсбъри е известен със своята средновековна катедрала.

## История
Уилтшър е забележителен със своята предримска археология. Хората от мезолита, неолита и бронзовата епоха, които окупирали Южна Британия, построили селища по хълмовете и низините, които покриват Уилтшър. Стоунхендж и Ейвбъри са може би най-известните неолитни обекти в Обединеното кралство.
През 6. и 7. век Уилтшър се намира в западния край на Саксонска Великобритания, тъй като платото Кранборн Чейс и равнината на Съмърсет предотвратяват настъпление от запад. Битката при Бедуин се води през 675 г. между Ескуин, западносаксонски благородник, крал на Уесекс, който завзема трона на кралица Саксбурга /Сиксбърх от Уесекс/, и крал Вулфхер от Мърсия. През 878 г. даните нахлуват в графството. След Норманското нашествие през 1066 г. големи територии от страната влизат във владение на Короната и Църквата.
По времето на проучването за Книга на Страшния съд, индустрията на Уилтшър е предимно селскостопанска. Споменават се 390 мелници и лозя в Толард и Лакок. През следващите векове се развива овцевъдство и цистерцианският манастир Стенли изнася вълна за флорентинските и фландрийските пазари през 13. и 14. век.
През 17. век в английската гражданска война Уилтшър е предимно парламентарен. Битката при Раундуей Ваун, завършила с победа на роялистите, се води близо до Девизес.
Около 1800 г. каналът Кенет и Ейвън е построен през Уилтшър , осигурявайки маршрут за транспортиране на товари от Бристол до Лондон до развитието на Голямата западна железница.